# Chaetocnema confusa
Chaetocnema confusa es un coleóptero de la familia Chrysomelidae. Fue descrita científicamente en 1851 por Boheman.